# Thomas C. McCreery
Thomas C. McCreery (Owensboro, 1816. december 12. – Owensboro, 1890. július 10.) az Amerikai Egyesült Államok szenátora (Kentucky, 1868–1871 és 1873–1879).